# Jestetten
Jestetten è un comune tedesco di 5 313 abitanti, situato nel land del Baden-Württemberg.

## Infrastrutture e trasporti
Jestetten è servito dall'omonima stazione sulla ferrovia Eglisau-Neuhausen.